# Järn 3:an
Järn 3:an (originaltitel: Bin-jip) är en sydkoreansk-japansk romantisk dramafilm från 2004, skriven och regisserad av Kim Ki-duk.

## Handling
En ung hemlös man (Jae Hee) bryter sig in i främlingars hus och bosätter sig där när ägarna är borta. Han tillbringar en natt eller en dag i husen och återgäldar gästfriheten med att tvätta eller göra småreparationer. Hans liv ändras när han i ett av de välbärgade hemmen stöter på en vacker kvinna (Lee Seung-yeon) som är beredd att fly från sitt olyckliga äktenskap.

## Rollista i urval
- Lee Seung-yeon – Sun-hwa
- Jae Hee – Tae-suk
- Kwon Hyuk-ho – Min-gyu, Sun-hwas make